# Jasnowidzenie
Ten artykuł opisuje teorie, metody lub czynności niezgodne ze współczesną wiedzą naukową.

Litera psi jest w parapsychologii oznaczeniem wszystkich zjawisk paranormalnych (m.in. jasnowidztwa)

Jasnowidzenie – zdolność umożliwiająca postrzeganie osób, zjawisk i przedmiotów w czasie i przestrzeni bez udziału percepcji zmysłowej. Nie jest znany ani jeden wiarygodny eksperyment naukowy, który dowodziłby istnienia tego zjawiska.

## Rodzaje jasnowidzenia
Parapsycholodzy wyróżniają:
- jasnowidzenie przyszłości – prekognicja[3]
- jasnowidzenie przeszłości – retrokognicja[4]
- psychometrię (obecnie termin psychometria oznacza metodę badań psychologicznych) – rzekoma umiejętność poznania historii osoby na podstawie przedmiotu mającego wcześniej z nią kontakt, jedynie przez jego dotknięcie[5].

## Historia i kontekst kulturowy
Jasnowidzenie pojawia się w historii różnych kultur jako element wierzeń, mitologii i systemów religijnych. W starożytnych cywilizacjach przypisywano je wyroczniom, szamanom i prorokom, którzy mieli rzekomo kontaktować się z wyższymi bytami lub posiadać nadprzyrodzone zdolności poznawcze. W średniowieczu i epoce nowożytnej praktyki związane z jasnowidzeniem często łączono z okultyzmem, ezoteryką oraz spirytyzmem.

## Współczesna rola i wpływ na społeczeństwo
Pomimo braku naukowego potwierdzenia, jasnowidzenie cieszy się popularnością w kulturze popularnej, literaturze, filmach i mediach. W Polsce w 1974 r. na łamach popularnego tygodnika literacko-społecznego „Literatura” opublikowany został pierwszy artykuł Andrzeja Klimuszki z cyklu „Moje jasnowidzenie świata”, który  zapoczątkował niezwykłą popularność tego jasnowidza i uzdrowiciela, a z drugiej dawał podstawę zainteresowania Polaków parapsychologią w okresie PRL.   Osoby podające się za jasnowidzów działają w branżach ezoterycznych, oferując wróżby, odczyty przyszłości i doradztwo duchowe.
W niektórych przypadkach jasnowidze byli angażowani w śledztwa kryminalne, choć nie ma dowodów na to, by ich działalność realnie przyczyniła się do rozwiązania spraw. Organizacje sceptyczne wielokrotnie podważały skuteczność takich praktyk.

## Osoby rzekomo posiadające zdolność jasnowidzenia

### Świat
- Nostradamus
- Święty Malachiasz
- Edgar Cayce
- Jeane Dixon
- Joseph Smith (poprzez złote płyty)[10]
- Ingo Swann (tzw. Remote Viewing)[11][12]
- Baba Wanga

### Polska
- Stefan Ossowiecki
- Czesław Klimuszko
- Krzysztof Jackowski
- Aida Kosojan-Przybysz